# Valea Iadului (Wetterstein)

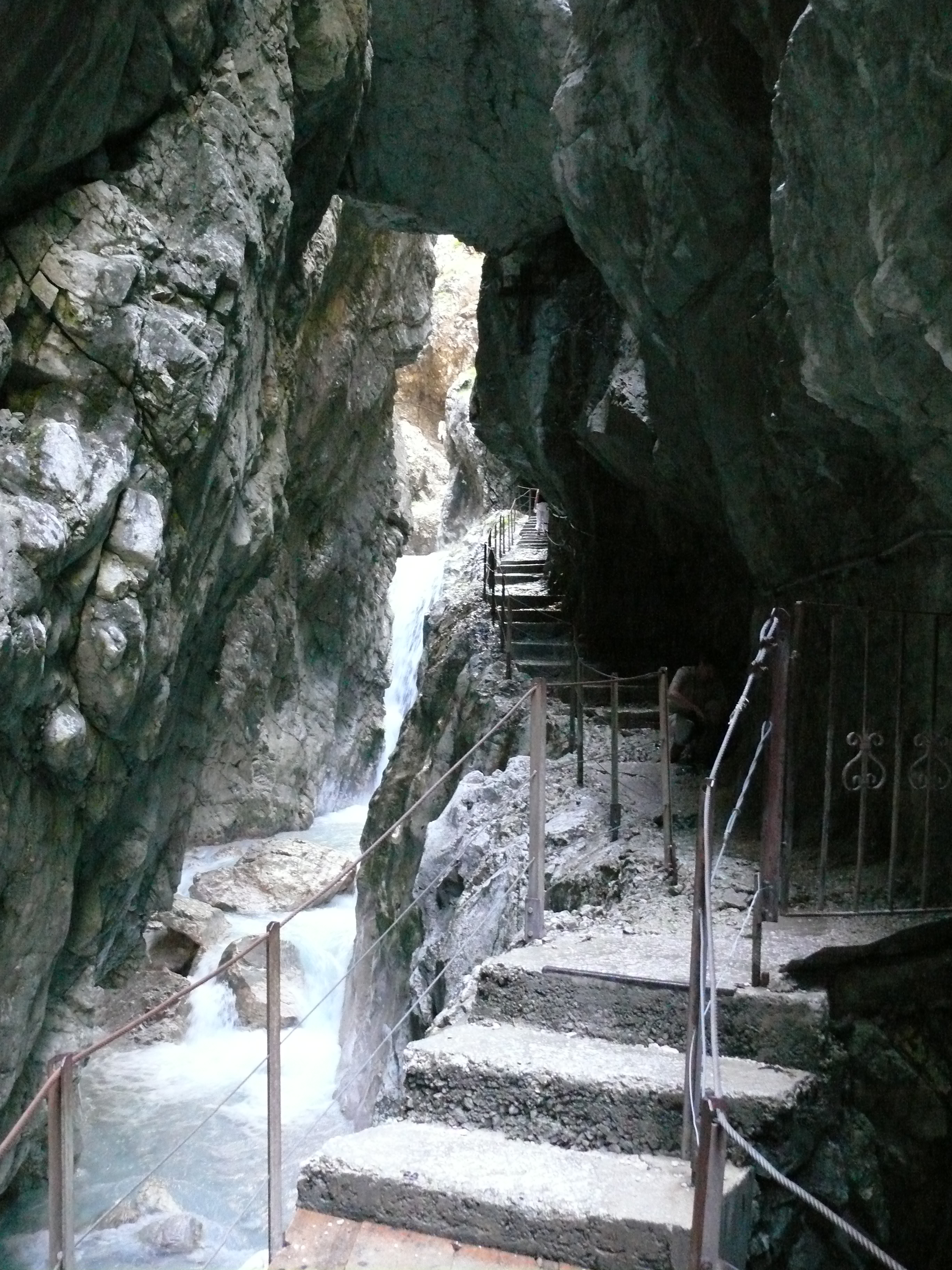
Höllental

Valea Iadului (germană Höllental)  este o vale situată lângă Zugspitze, în munții Wettersteingebirge, Bavaria, Germania. Impresionanți sunt pereții verticali înalți ai văii, vale care este traversată dacă se urcă de la satul Hammersbach spre Zugspitze unul dintre cei mai înalți munți din Germania. În afară de rolul turistic valea a fost în trecut importantă pentru zăcămintele de fier și molibden și azi se mai pot observa ruinele rămase de la exploatarea minieră din vale.

## Acces
Pe Valea Iadului se poate ajunge pe jos pe o cale turistică cu taxă fiind la ca. 3 km  de satul Hammersbach (Grainau), la altitudinea de 300 m deasupra n.m., valea se îngustează, dar drumul este amenajat și de pe o creastă se poate vedea panorama văii săpată în stâncă.

## Galerie de imagini

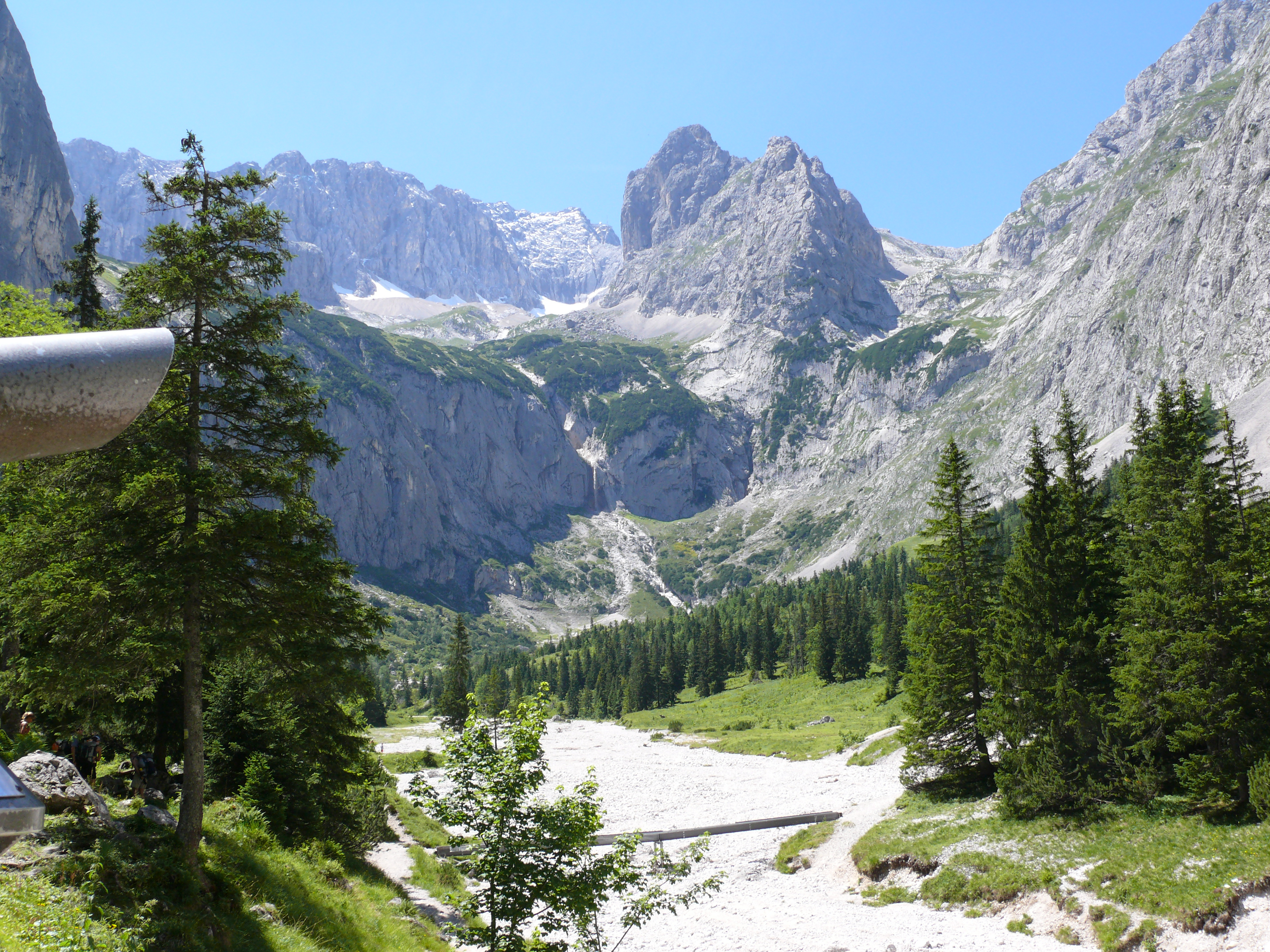
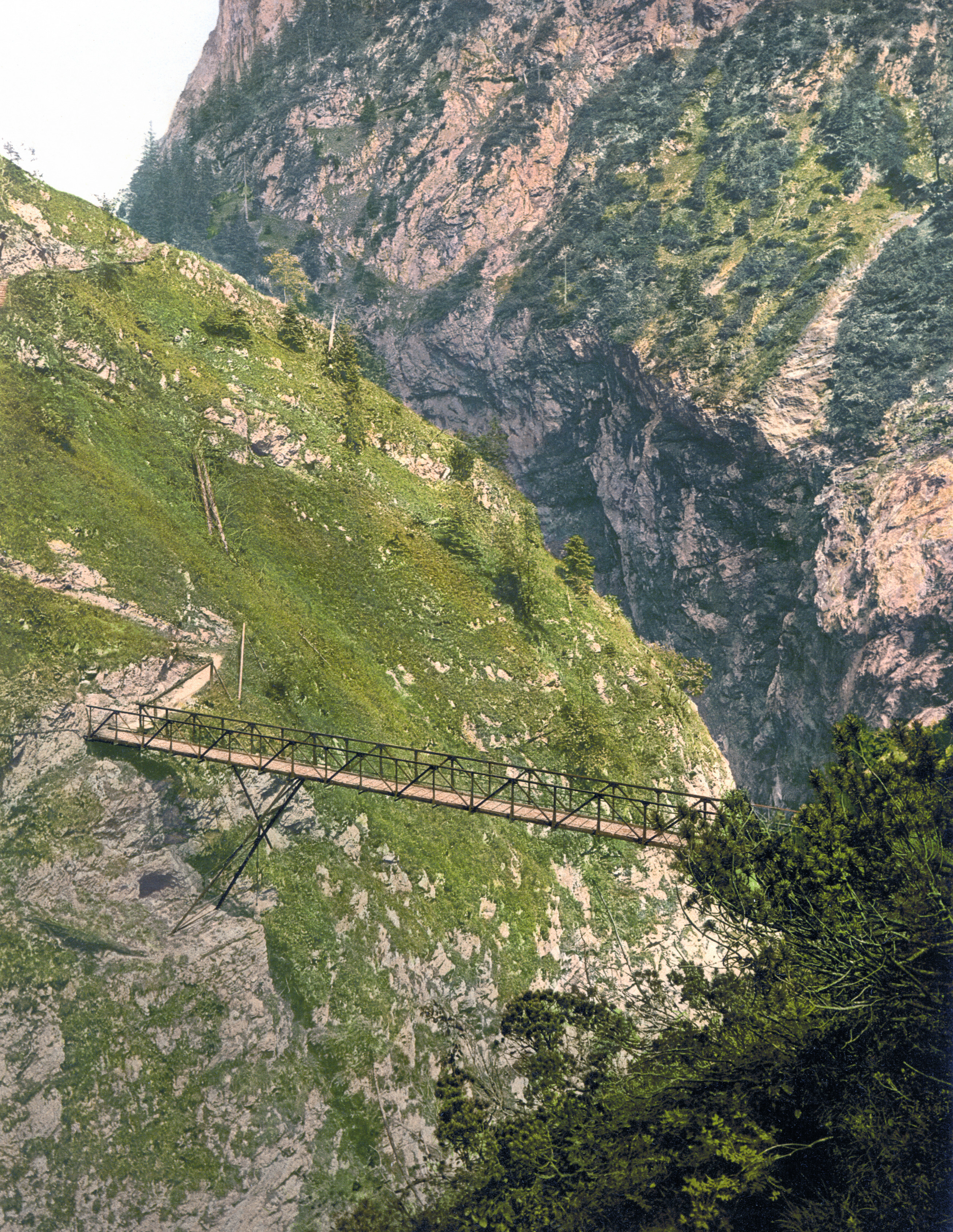
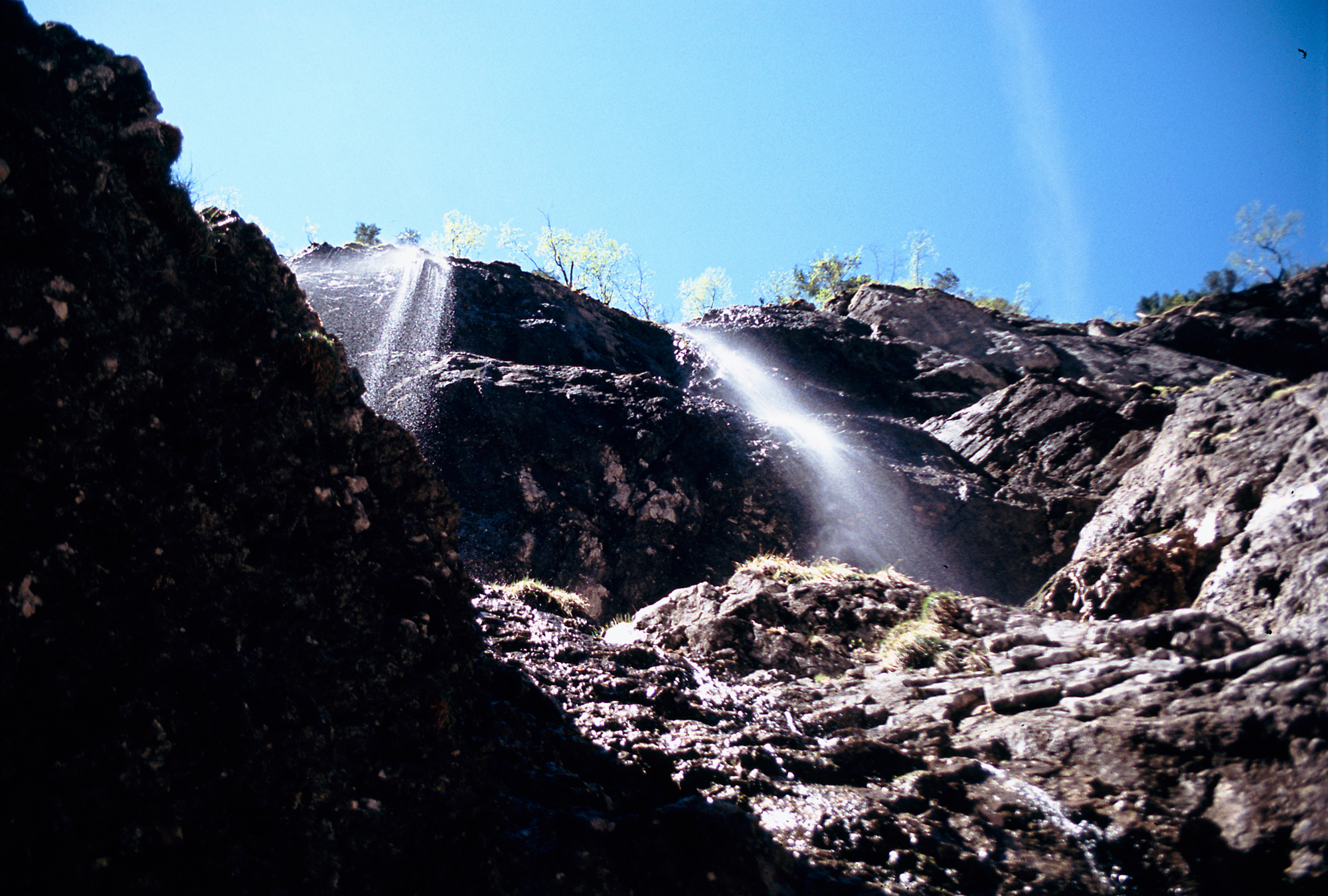